# Cornelis bästa
Cornelis bästa är ett samlingsalbum med 47 sånger av Cornelis Vreeswijk, utgivet 1985 som trippel-LP på skivbolaget dB Records. Albumet är det enda samlingsalbum som utgavs under Vreeswijks levnad, i efterhand har det utgivits ett flertal.

## Låtlista

### Sida A
1. Cool Water – på Den Gyldene Freden
2. Somliga går med trasiga skor
3. Jultomten är faktiskt död
4. Dekadans
5. Hommage för Sveriges Radio
6. Från en vän i viken
7. Blues för en arbetarkvinna som hängt sig
8. Sambaliten

### Sida B
1. När det brinner i Lögnfabriken
2. Bruna bönor complet
3. The Bananrepublikens sång
4. Felicia pratar...
5. En resa
6. Blues för ett torn (Papperskvarnen)
7. Dubbelquatrin om tennis
8. Till Landsorganisationen LO

### Sida C
1. Mördar-Anders
2. Balladen om Herr Fredrik Åkare och den söta fröken Cecilia Lind
3. De fattiga riddarnas ballad
4. Cylinderhatten
5. Sist jag åkte jumbojet blues
6. Sportiga Marie
7. Ballad om olika segelytor
8. Lillsysterns undulat är död

### Sida D
1. Veronica
2. Systemblues
3. Visa till Veronica
4. Blues för Göteborg
5. Samba för Pomperipossa
6. Blues för IRA
7. Tre dagars blues

### Sida E
1. Polaren Per på socialen
2. Brev från kolonien
3. Till Riksbanken
4. Telegram för en tennsoldat
5. Till Jack
6. Blues för Victor Jara
7. Rörande min harpa
8. Felicia – adjö

### Sida F
1. Deirdres samba
2. Ångbåtsblues
3. Klagovisa till Felicia
4. Personliga Person
5. Blues för Fatumeh
6. Till hans Excellens Statsminister Olof Palme
7. Turistens klagan
8. Syndomblues

## Låtarnas ursprung
- Spår 1 sida A: Poem, ballader och lite blues
- Spår 2 sida A: Tio vackra visor och Personliga Person
- Spår 3 och 4 sida A: Ballader och grimascher
- Spår 5 sida A: Hommager & pamfletter
- Spår 6 sida A: Felicias svenska suite
- Spår 7 sida A: Bananer - bland annat...
- Spår 8 sida A: Hommager & pamfletter

- Spår 1, 2 och 3 sida B: Bananer - bland annat…
- Spår 4 sida B: Felicias svenska suite
- Spår 5 sida B: Bananer - bland annat...
- Spår 6 sida B: Hommager & pamfletter
- Spår 7 sida B: Felicias svenska suite
- Spår 8 sida B: I stället för vykort

- Spår 1 sida C: Visor och oförskämdheter
- Spår 2 sida C: Grimascher och telegram
- Spår 3 sida C: Felicias svenska suite
- Spår 4 sida C: Grimascher och telegram
- Spår 5 sida C: Bananer - bland annat...
- Spår 6 sida C: Ballader och grimascher
- Spår 7 sida C: Felicias svenska suite
- Spår 8 sida C: Ballader och oförskämdheter

- Spår 1 sida D: Tio vackra visor och Personliga Person.
- Spår 2 sida D: Bananer - bland annat...
- Spår 3 sida D: Utgiven på singel 1972, som En visa till Veronica
- Spår 4 sida D: Hommager & pamfletter.
- Spår 5 och 6 sida D: Bananer - bland annat...
- Spår 7 sida D: Felicias svenska suite.

- Spår 1 sida E: Getinghonung, som Polaren Per hos det sociala.
- Spår 2 sida E: Visor och oförskämdheter.
- Spår 3 sida E: I stället för vykort.
- Spår 4 sida E: Grimascher och telegram.
- Spår 5 sida E: I stället för vykort.
- Spår 6 sida E: Bananer - bland annat...
- Spår 7 sida E: Felicias svenska suite.
- Spår 8 sida E: Tio vackra visor och Personliga Person.

- Spår 1 sida F: Tio vackra visor och Personliga Person.
- Spår 2 sida F: Grimascher och telegram.
- Spår 3 sida F: Felicias svenska suite.
- Spår 4 sida F: Tio vackra visor och Personliga Person.
- Spår 5 sida F: Bananer - bland annat...
- Spår 6 sida F: I stället för vykort.
- Spår 7 sida F: Felicias svenska suite.
- Spår 8 sida F: Bananer - bland annat...